# الحرامي (فلم)
الحرامي هو فيلم مصري عرض عام 1969، بطولة فريد شوقي وسهير المرشدي ونوال أبو الفتوح وثلاثي أضواء المسرح، ومن إخراج نجدي حافظ.

## قصة الفيلم
يحب الميكانيكي (عباس) الفتاة الفقيرة (فاطمة)، ويتقدم لخطبتها فيوافق والدها في بداية الأمر، ولكن لا يلبث أن يغير رأيه ويجبرها على الزواج من ثري عجوز. تقيم (فاطمة) وأسرتها في فندق استعداداً للزواج، ويحاول (عباس) خطف (فاطمة)، لكن تشاهده ابنة الثري عزو، فتعجب به وتطلب منه أن يصبح حارسها الخاص، فيوافق حتى يصبح قريباً من (فاطمة). تتم سرقة خاتم الزفاف وتشك الأم في (عباس) الذي يحاول إثبات براءته.

## طاقم التمثيل
- فريد شوقي: (عباس)
- سهير المرشدي: (فاطمة)
- نوال أبو الفتوح: (الأنتاكورت شرف)
- ثلاثي أضواء المسرح
  - سمير غانم: (سمير)
  - جورج سيدهم: (جورج)
  - الضيف أحمد: (الضيف)
- محمد رضا: (المعلم كندز - والد فاطمة)
- ثريا حلمي: (جليلة - والدة فاطمة)
- أبو بكر عزت: (بلالايكا)
- محمد يوسف: (عبد الحق - مدير المجلة)
- إبراهيم سعفان: (عزو)
- سعيد صالح: (قرني)
- سيد زيان: (جيوشي)

## فريق العمل
- إخراج: نجدي حافظ
- قصة وسيناريو: عبد الحي أديب
- حوار: بهجت قمر
- مدير التصوير: عادل عبد العظيم
- مونتاج: صلاح عبد الرازق
- إنتاج: أفلام سعيد الدفراوي
- توزيع: هيمن فيلم

## وصلات خارجية
- مقالات تستعمل روابط فنية بلا صلة مع ويكي بيانات